# 鄂木布达赉
鄂木布达赉（16世纪？—1587年），孛儿只斤氏，汉文史籍译称碗布台吉、隐布台吉、安克阿不害，16世纪蒙古右翼鄂尔多斯部領主，吉囊之孙，吉能的第四子。
隆庆六年（1572年），奉父亲吉能遗命，和大哥布延巴图尔鸿台吉把俘获的明朝将领时銮归还。万历元年（1573年），明朝封他为指挥佥事。他促进鄂尔多斯领主同明朝的通贡互市。万历十四年（1586年），随侄子济农博硕克图西征瓦刺，中途退回，如期到榆林与明朝互市，来表示遵守约定。后来和弟弟必巴锡（比把什）争分畜产被杀。有二子：必巴赛鄂特罕巴图尔、库德德色棱。